# Runcinia grammica
Espèce
Synonymes
- Xysticus grammicus C. L. Koch, 1837
- Thomisus lateralis C. L. Koch, 1837 nec Hahn, 183
- Thomisus cerinus C. L. Koch, 1845
- Thomisus amoenus Blackwall, 1870

Runcinia grammica est une espèce d'araignées aranéomorphes de la famille des Thomisidae.

## Distribution
Cette espèce se rencontre en zone paléarctique. Elle a été introduite à Sainte-Hélène, en Afrique du Sud et au Lesotho.

## Description

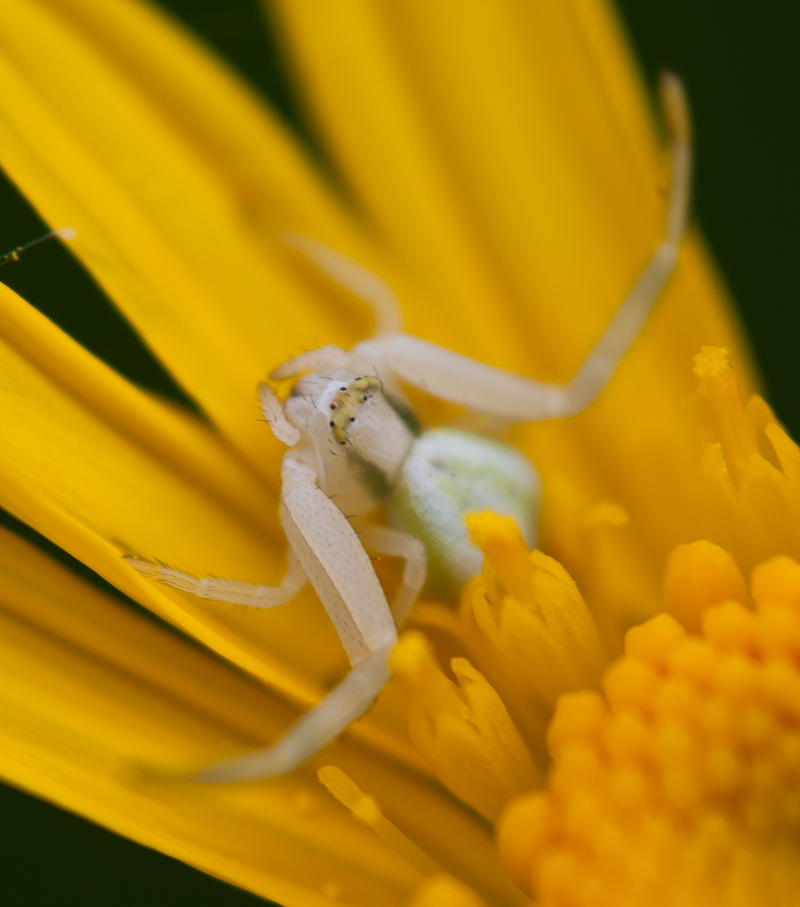
Runcinia grammica

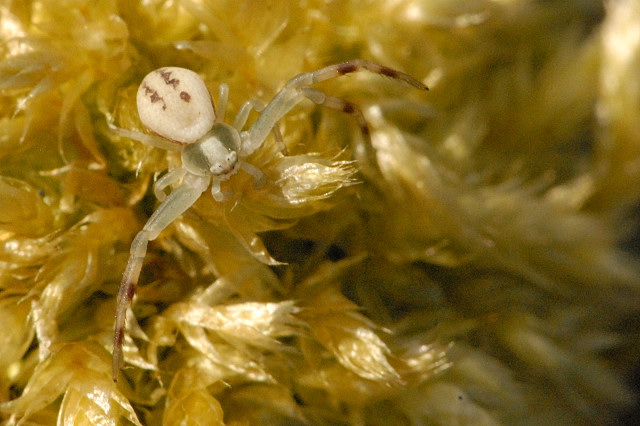
Runcinia grammica

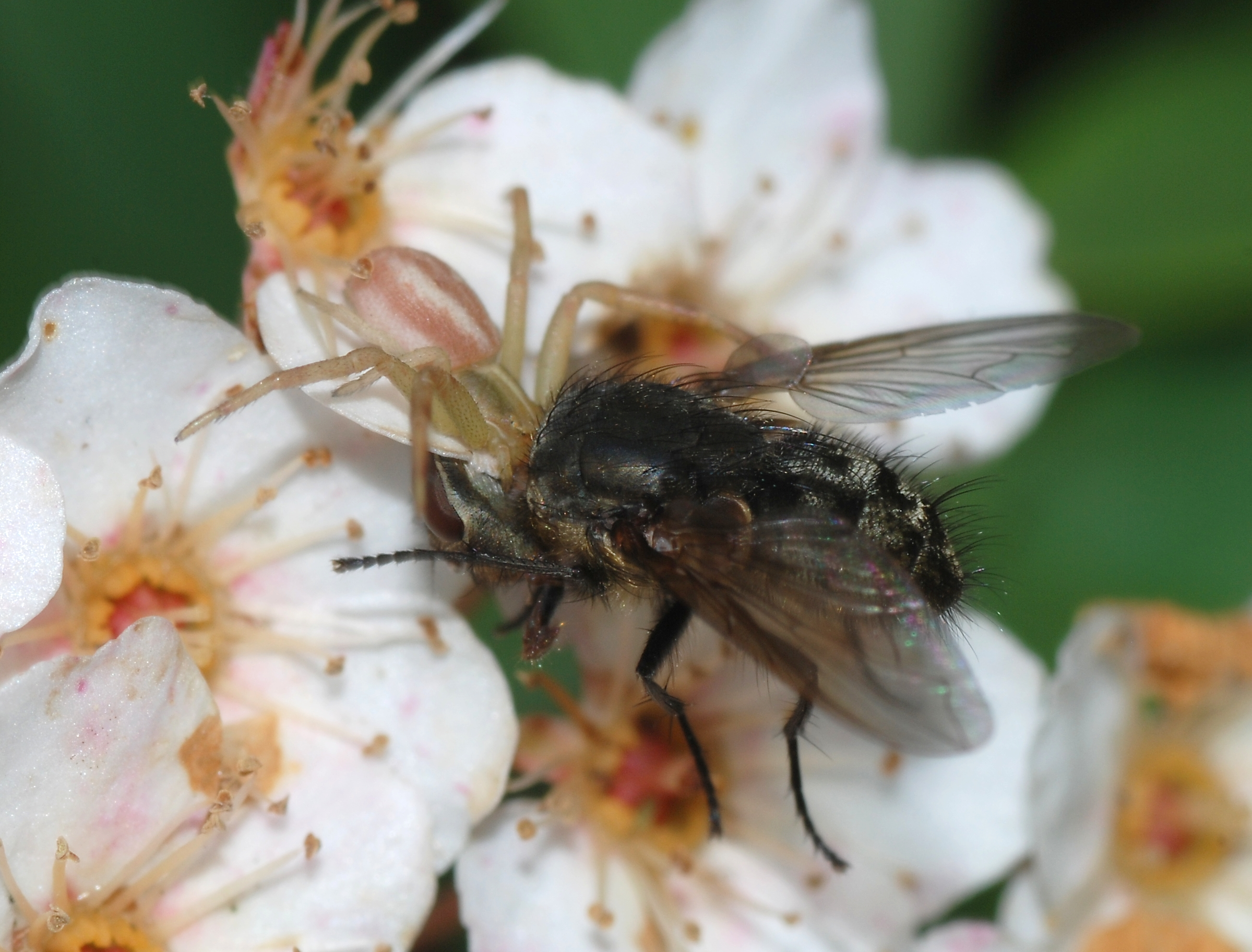
Runcinia grammica

Les mâles mesurent de 3,3 à 4,6 mm et les femelles de 5,4 à 7,6 mm.

## Publication originale
- C. L. Koch, 1837 : Die Arachniden. Nurnberg, C.H. Zeh’sche Buchhandlung, vol. 4, no 1/5, p. 1-108 (texte intégral).